# Tafeltennis op de Europese Spelen 2015
Tafeltennis is een van de sporten die beoefend werden tijdens de Europese Spelen 2015 in Bakoe, Azerbeidzjan van 13 tot en met 19 juni.

## Programma
Er werd bij het tafeltennis in twee sportdisciplines in vier onderdelen om de medailles gestreden, gelijk verdeeld over mannen en vrouwen. Er werden twee individuele onderdelen gehouden en twee team onderdelen.
| Discipline  | Locatie          | Onderdeel                   |
| ----------- | ---------------- | --------------------------- |
| tafeltennis | Baku Sports Hall | Individueel/duo tafeltennis |

| juni 2015   | za 13 | zo 14 | ma 15 | di 16 | wo 17 | do 18 | vr 19 | Tot. |
| ----------- | ----- | ----- | ----- | ----- | ----- | ----- | ----- | ---- |
| Tafeltennis | *     | *     | 2     | *     | *     | *     | 2     | 4    |

## Deelname
In totaal deden 128 atleten mee in de tafeltenniscompetitie van de Europese Spelen 2015.

## Medailles

### Individueel
| Onderdeel   | Goud | Goud                                       | Zilver | Zilver                                        | Brons | Brons                                       |
| ----------- | ---- | ------------------------------------------ | ------ | --------------------------------------------- | ----- | ------------------------------------------- |
| Individueel | GER  | Dmitrij Ovtcharov                          | BLR    | Vladimir Samsonov                             | UKR   | Lei Kou                                     |
| Teams       | POR  | Tiago Apolonia Marcos Freitas Joao Geraldo | FRA    | Adrien Mattenet Simon Gauzy Emmanuel Lebesson | AUT   | Daniel Habesohn Robert Gardos Stefan Fegerl |

### Vrouwen
| Onderdeel   | Goud | Goud                                | Zilver | Zilver                       | Brons | Brons                                           |
| ----------- | ---- | ----------------------------------- | ------ | ---------------------------- | ----- | ----------------------------------------------- |
| Individueel | NED  | Li Jiao                             | NED    | Li Jie                       | TUR   | Melek Hu                                        |
| Teams       | GER  | Ying Han Xiaona Shan Petrissa Solja | NED    | Li Jiao Li Jie Britt Eerland | CZE   | Iveta Vacenovska Renata Strbikova Hana Matelova |

### Medaillespiegel
| Plaats | Land        | Goud | Zilver | Brons | Totaal |
| 1      | Duitsland   | 2    | 0      | 0     | 2      |
| 2      | Nederland   | 1    | 2      | 0     | 3      |
| 3      | Portugal    | 1    | 0      | 0     | 1      |
| 4      | Frankrijk   | 0    | 1      | 0     | 1      |
| 4      | Wit-Rusland | 0    | 1      | 0     | 1      |
| 6      | Oostenrijk  | 0    | 0      | 1     | 1      |
| 6      | Tsjechië    | 0    | 0      | 1     | 1      |
| 6      | Oekraïne    | 0    | 0      | 1     | 1      |
| 6      | Turkije     | 0    | 0      | 1     | 1      |
| Totaal | Totaal      | 4    | 4      | 4     | 12     |